# 三讲教育
三讲教育是中国共产党中央委员会总书记江泽民在1995年发起的政治运动。

## 基本内容
讲学习，讲政治，讲正气。

## 提出和发展
1995年11月8日，江泽民在北京视察工作时指出：
|  | 根据当前干部队伍的状况和存在的问题，在对干部进行教育当中，要强调讲学习，讲政治，讲正气。全国都要这样做，北京市更要起带头作用。” |

《人民日报》在11月25日发表题为《讲学习 讲政治 讲正气》的评论员文章，指出：
|  | 讲学习，主要是学理论，学知识，学技术。首先是学理论。讲政治，包括政治方向、政治立场、政治纪律、政治鉴别力、政治敏锐性。讲正气，就是要继承和发扬我们党在长期革命和建设事业中形成的好传统、好作风，坚持真理、坚持原则，坚持同一切歪风邪气和各种腐败现象作斗争。 |

1996年，中国共产党第十四届中央委员会第六次全体会议作出决定，对县处级以上领导干部进行一次以讲学习、讲政治、讲正气为主要内容的党性党风教育。